# Arca (molusco)
Arca es un género de moluscos bivalvos de la familia Arcidae.

## Especies
Se reconocen las siguientes especies:
- Arca acuminata
- Arca ameghinorum
- Arca angulata
- Arca boucardi
- Arca bouvieri
- Arca despecta
- Arca imbricata
- Arca kauaia
- Arca koumaci
- Arca mutabilis
- Arca navicularis
- Arca noae
- Arca ocellata
- Arca pacifica
- Arca patriarchalis
- Arca reticulata
- Arca tetragona
- Arca turbatrix
- Arca ventricosa
- Arca volucris
- Arca zebra